# Vidly

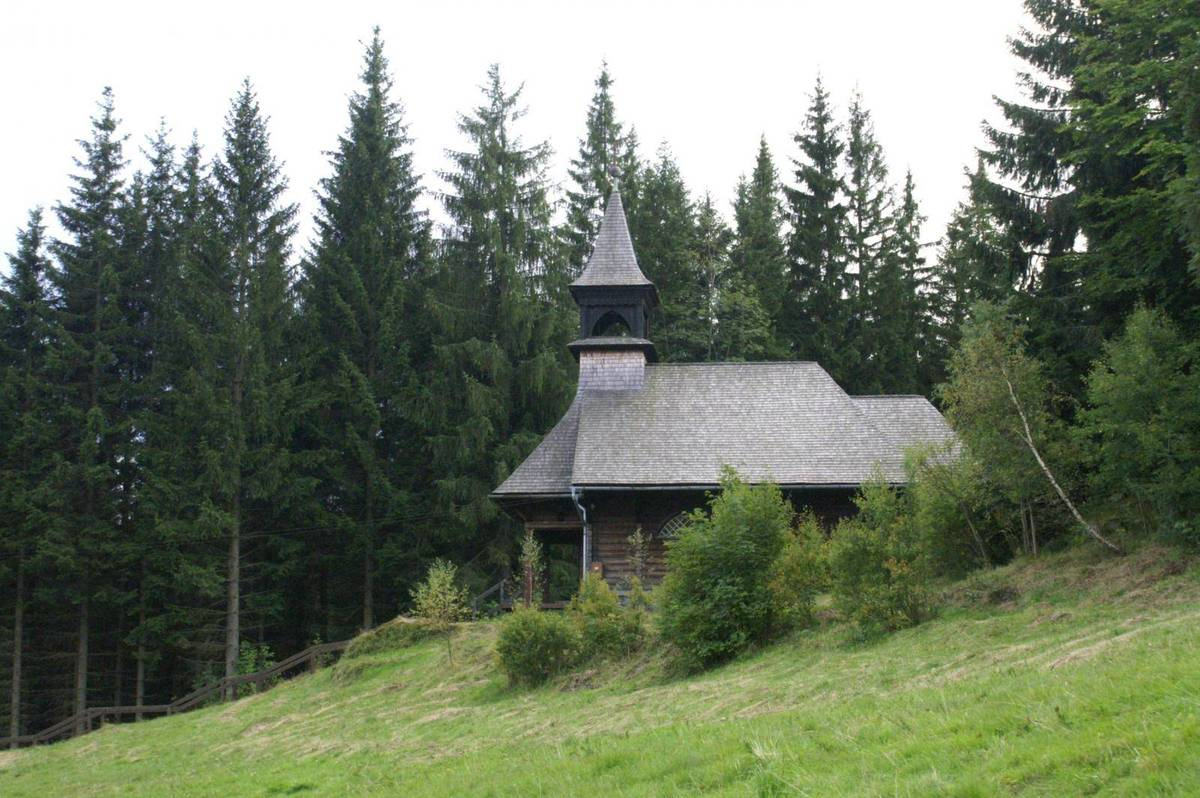
Kapelle der hl. Hedwig

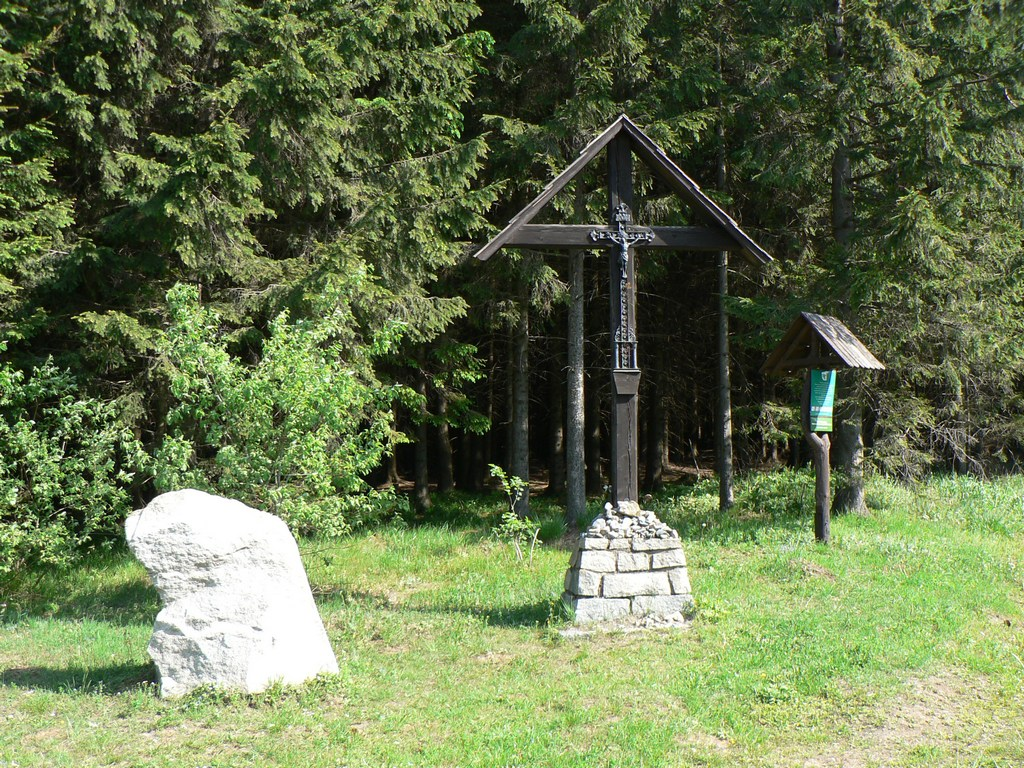
Kreuz auf dem Gabelpaß

Vidly (deutsch Gabel) ist ein Ortsteil der Stadt Vrbno pod Pradědem (Würbenthal) in Tschechien. Er liegt zehn Kilometer westlich von Vrbno pod Pradědem und gehört zum Okres Bruntál.

## Geographie
Die von ausgedehnten Wäldern umgebene Siedlung Vidly befindet sich im Altvatergebirge (Hrubý Jeseník) in einem Talkessel, in dem sich die Bäche Videlský potok (Mittelhübelfluß), Sokolí potok (Falkenfluß), Bärenwurzelseifen, Česnekový potok (Knoblochbach bzw. Lauterseifen) und Rübenseifen zur Střední Opava (Mitteloppa) vereinigen. Nördlich erhebt sich der Mrazový vrch (980 m n.m.), im Nordosten die Karliny kameny (1083 m n.m.) und die Jelení kameny (Hirschsteine, 928 m n.m.), östlich der Žárový vrch (Brandberg, 1101 m n.m.), im Südosten die Lyra (Leierberg, 1092 m n.m.) und die Bučina (Platte, 959 m n.m.), südlich der Prostřední vrch (Mittelhübel, 1153 m n.m.) und der Ostrý vrch (Mooslehne, 1228 m n.m.), im Südwesten der Malý Děd (Kleiner Vaterberg, 1356 m n.m.), der Sokol (Falkenberg, 1187 m n.m.) und der Praděd (Altvater, 1491 m n.m.), westlich der Kamzičí vrch (Königskuppe, 1173 m n.m.) und der Malý Děd (Leiterberg, 1369 m n.m.) sowie im Nordwesten der Videlské sedlo (Gabelpaß, 930 m) und der Javorový vrch (1078 m n.m.). Durch Vidly führt die Staatsstraße II/450 von Karlova Studánka (Karlsbrunn) über den Videlské sedlo nach Domašov (Thomasdorf); im Ort zweigt davon die II/451 nach Vrbno pod Pradědem ab. Vidly liegt im Landschaftsschutzgebiet Jeseníky. Der Ort ist Ausgangspunkt eines Wanderwegs zur Bergbaude Švýcárna (Schweizerei).
Nachbarorte sind Rejvíz (Reihwiesen) im Norden, Bílý Potok (Weißenseifen) im Nordosten, Ludvíkov (Ludwigsthal) im Osten, Karlova Studánka und Hubertov (Hubertskirch) im Südosten, Karlov pod Pradědem (Karlsdorf) im Süden, Vernířovice (Wermsdorf) im Südwesten, Kouty nad Desnou (Winkelsdorf) im Westen sowie Ostružná (Spornhau) und Bělá (Waldenburg) im Nordwesten.

## Geschichte
Gabel wurde durch Berg- und Hüttenleute gegründet. Die erste schriftliche Erwähnung des Ortes erfolgte im Jahre 1602. In Gabel arbeitete bis zum Übergang vom 18. zum 19. Jahrhundert ein Eisenwerk mit Hochofen. Die ersten Kirchenbücher wurden ab 1724 in Würbenthal und ab 1770 in Einsiedel geführt. Im Jahre 1748 wurde eine dem hl. Josef geweihte Kapelle erwähnt.
Nach der Josephinischen Landesaufnahme des Herzogtums Ober-Schlesien von 1763 bestand die Siedlung Gabel zu dieser Zeit aus einer Schmelzhütte und einem Pochwerk an der Mündung des Falkenflusses, einer Einsiedelei, einem Eisenhammer an der Mündung des Mittelhübelflusses sowie wenigen Chaluppen.
Im Jahre 1835 bestand der Weiler Gabel aus fünf ärmlichen Häusern mit 30 deutschsprachigen und katholischen Einwohnern, die vom Tagelohn lebten. Der Ort war entlang der Mitteloppa in zwei Anteile aufgeteilt: die drei Häuser links des Flusses gehörten zum fürstbischöflichen Amt Zuckmantel, die anderen beiden zur Herrschaft Freudenthal. Von der Schmelzhütte war nur noch eine Ruine sowie ein gemauertes Kohlhaus übrig geblieben. Das Silber- und Bleibergwerk am Rübenseifen stand noch in Betrieb, lohnte jedoch nur noch von der Hoffnung. Pfarr- und Schulort war Einsiedel. Im zwischen 1836 und 1842 gefertigten Blatt der Franziszeischen Landesaufnahme sind zwei Jägerhäuser in Gabel eingezeichnet. Bis zur Mitte des 19. Jahrhunderts war Gabel zwischen dem Fürstentum Neisse und der Minderherrschaft Freudenthal geteilt.
Nach der Aufhebung der Patrimonialherrschaften blieb Gabel ab 1849 geteilt: der größte Teil gehörte zunächst zur Gemeinde Einsiedel und ab 1877 zur neu gebildeten Gemeinde Buchbergsthal. Weitere Anteile von Gabel waren zu Klein Mohrau und zu Ludwigsthal gehörig. Ab 1869 gehörte Gabel zum Bezirk Freudenthal. Seit dem Ende des 19. Jahrhunderts entwickelte sich Gabel zu einem touristischen Zentrum am Fuße des Hauptkammes des Altvatergebirges. 1890 hatte der Weiler 35 Einwohner und bestand aus fünf Häusern. Im Jahre 1900 lebten in Gabel 27 Personen, 1910 waren es 49. Nach dem Zusammenbruch der k.k. Monarchie wurde der Ort 1918 Teil der neu gebildeten Tschechoslowakei. Beim Zensus von 1921 erfolgte keine Erfassung der Einwohnerzahl für die sieben Häuser Gabel. Die Häusergruppe mit einem Gasthaus und einem Jägerhaus war bei Buchbergsthal, das andere Jägerhaus bei Klein Mohrau, und das Arbeiterhaus bei Ludwigsthal inbegriffen. 1924 wurde der tschechische Ortsname Vidly eingeführt. 1926 erfolgte der Bau der St.-Hedwigs-Kapelle. Im Jahre 1930 war Gabel auf 17 Häuser angewachsen und hatte 115 Einwohner. Nach dem Münchner Abkommen wurde die Ansiedlung 1938 dem Deutschen Reich zugesprochen und gehörte bis 1945 zum Landkreis Freudenthal. Nach dem Ende des Zweiten Weltkrieges wurde Vidly wieder Teil der Tschechoslowakei. Die deutschsprachige Bevölkerung wurde 1946 größtenteils vertrieben und der Ort mit Tschechen besiedelt. Im Zuge der Gemeindegebietsreform von 1960 wurde die gesamte Ansiedlung nach Vrbno pod Pradědem eingemeindet und zu einem Ortsteil vereinigt. 1961 lebten in dem Ortsteil 35 Personen. Im Jahre 1970 hatte Vidly 40 Einwohner. 1991 bestand Vidly aus neun Wohnhäusern und hatte 35 Einwohner. Beim Zensus von 2011 lebten in den 13 Häusern von Vidly 21 Personen. Die meisten Häuser des Ortsteils werden als Ferienhäuser genutzt. 

## Legende über die Gründung der Einsiedelei
Der Überlieferung nach sollen zu einem unbekannten Zeitpunkt zwei in Rom tätige Kunsthandwerker Anton und Christoph – der eine Bildhauer, der andere Maler – mit einem schweren Holzkreuz auf Pilgerfahrt über Mariazell und den Muttergottesberg in die schlesischen Berge gezogen sei, wo sie sich für ein Leben in der Einsamkeit entschieden. In dem abgelegenen Gabel errichteten sie eine Hütte aus Holz, Baumrinde und Moos, vor der sie ihr Kreuz aufstellten. Dort stellten sie fest, dass sie das Leben in der Einsamkeit nicht befriedigte und sie stattdessen mit ihrer Hände Arbeit unter Menschen wirken und dort Gutes tun wollten. Sie verließen ihre Einsiedelei und begaben sich nach Würbenthal, wo sie ein Spital errichteten.

## Gemeindegliederung
Der Ortsteil Vidly ist Teil des Katastralbezirkes Železná pod Pradědem.

## Sehenswürdigkeiten
- Gezimmerte Kapelle der hl. Hedwig, errichtet 1926
- Královský vodopád, Wasserfall des Královský potok (Königsbach), westlich des Dorfes
- Hölzernes Kreuz hinter der Hedwigskapelle
- Hölzernes Wegkreuz auf dem Gabelpaß
- Haus Nr. 75
- Überreste von Meilern
- Relikte vom früheren Bergbau auf Eisen-, Kupfer-, Silber- und Bleierz
- Západní štola, vergattertes Stollenmundloch der Grube Goldbergschacht im Tal des Rübenseifen nordöstlich Vidly, unzugänglich